# Большое Чертищево
Большое Чертищево — деревня в Вологодском районе Вологодской области.
Входит в состав Сосновского сельского поселения, с точки зрения административно-территориального деления — в Сосновский сельсовет.
Расстояние по автодороге до районного центра Вологды — 31,5 км, до центра муниципального образования Сосновки — 12 км. Ближайшие населённые пункты — Ершово, Малое Чертищево, Бабцыно, Савкино.
По переписи 2002 года население — 1 человек.